# Méobecq
Méobecq település Franciaországban, Indre megyében. Lakosainak száma 366 fő (2022. január 1.). Méobecq Migné, Neuillay-les-Bois, Nuret-le-Ferron és Vendœuvres községekkel határos.

## Népesség
A település népességének változása:
| Lakosok száma | 482  | 439  | 402  | 366  | 358  | 361  | 374  | 378  | 380  | 366  |
|               | 1968 | 1982 | 1990 | 2006 | 2013 | 2015 | 2017 | 2019 | 2020 | 2022 |